# Eidangerhalvøen
Eidangerhalvøen er en halvø i Porsgrunn kommune i Vestfold og Telemark fylke i Norge. Den er landfast i nord mod Porsgrunn by. I vest ligger Frierfjorden, og i øst Eidangerfjorden. I sydenden, ved Brevik by er der to broforbindelser over Frierfjorden til Bamble kommune og videre nedover Sørlandet. Hovedforbindelsen er E18 over Grenlandsbroen, mens den anden er over Breviksbroen (tidligere E18).
Boligbebyggelsen på Eidangerhalvøen er i dag så godt som sammenhængende fra Brevik i syd via Heistad, Skjelsvik/Brattås og Hovet/Stridsklev i Eidanger til Porsgrunn centrum.
59°3′N 9°41′Ø / 59.050°N 9.683°Ø